# Секач (филм из 1984)
Секач (енгл. The Mutilator) је амерички слешер хорор филм независне продукције из 1984. године, редитеља, сценаристе и продуцента Бадија Купера, Метом Митлером, Рут Мартинез, Билом Хичкоком, Кони Роџерс, Франсес Рејнс и Морејем Ламплијем у главним улогама. Радња прати групу тинејџера који за јесењи распуст одлазе у рибарску колибу, где их прогони серијски убица.
Филм је премијерно приказан 6. јануара у Ралију. Добио је претежно негативне оцене критичара и дели сличне делове радње са осталим слешерима из периода 1980-их. Помоћни монтажер филма био је Хјуз Винборн, који је касније награђен Оскаром за рад на филму Фатална несрећа (2004).
У децембру 2021. најављено је да је у изради наставак, а након тога је потврђено да је снимање завршено у јуну 2022.

## Радња
Студент колеџа по имену Ед, који је као дете случајно убио своју мајку из пушке, одлучује да са пријатељима оде у рибарску колибу свог оца током јесењег распуста. Међутим, због психичких проблема који потичу још од смрти његове супруге, Едов отац почиње да прогони и убија тинејџере.

## Улоге
| Глумац            | Улога             |
| ----------------- | ----------------- |
| Мет Митлер        | Ед млађи          |
| Рут Мартинез      | Пем               |
| Бил Хичкок        | Ралф              |
| Кони Роџерс       | Су                |
| Франсес Рејнс     | Линда             |
| Мореј Лампли      | Мајк              |
| Џек Чатам         | Ед старији        |
| Бени Мур          | полицајац         |
| Трејс Купер       | Ед млађи као дете |
| Памела Ведл Купер | мајка             |
| Џон Боди          | заменик шерифа    |